# فيليكس فابر

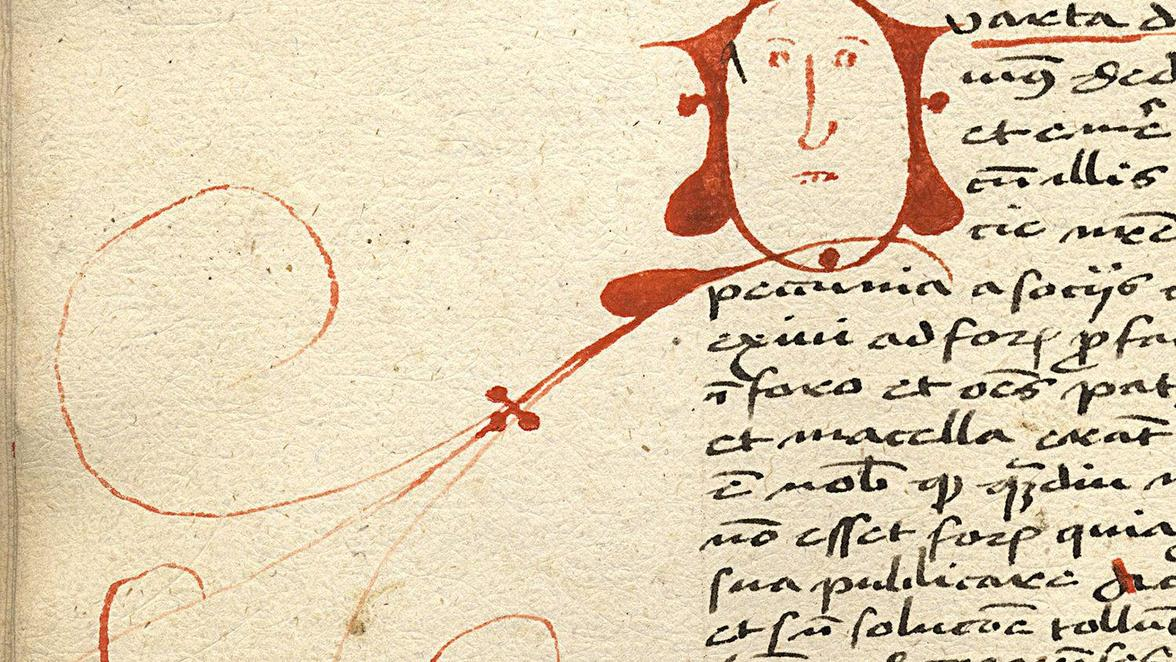
تفاصيل من صفحة من مخطوطة بخط يد فيليكس فابر في مكتبة المدينة في مدينة أولم

فيليكس فابر (بالألمانية: Felix Fabri) (و. 1441 – 1502 م) هو عالم عقيدة، وكاتب، ومؤرخ من ألمانيا، وسويسرا، ولد في زيورخ، توفي في أولم، عن عمر يناهز 61 عاماً.

## جوائز
حصل على جوائز منها:
- وسام الفارس في رتبة القبر المقدس.